# Jordi Díaz Castrillo
Jordi Díaz Castrillo es un historietista español, que trabajó para las revistas "Creepy" y "Metropol". Abandonó pronto el medio, antes del definitivo declive de las revistas de cómic.

## Obra
| Años | Título          | Escritor             | Tipo                 | Publicación              |
| ---- | --------------- | -------------------- | -------------------- | ------------------------ |
| 1984 | Notas de terror | Jordi Díaz Castrillo | Serie de historietas | Creepy núm. 63-76, 78-79 |